# Dự án Gutenberg
Dự án Gutenberg (tiếng Anh: Project Gutenberg, thường viết tắt PG) là dự án tình nguyện để số hóa, lưu trữ, và phân phối tác phẩm văn hóa. Vì được thành lập năm 1971, dự án này là thư viện trực tuyến đầu tiên. Phần nhiều tài liệu thuộc dự án này là văn bản đầy đủ của những sách thuộc phạm vi công cộng. Dự án này cố gắng để người khác sử dụng nó tự do và dễ dàng, bằng cách sử dụng các định dạng lâu bền và mở mà có thể truy cập trên bất kỳ máy tính nào.

## Lịch sử
Dự án Gutenberg do Michael Hart bắt đầu năm 1971. Hart, một sinh viên tại Đại học Illinois, được phép truy cập máy tính mẹ (mainframe) loại Xerox Sigma V tại Phòng Thí nghiệm Vật liệu của đại học. Do những người quản lý hệ thống thân thiện, ông được tài khoản hầu như không giới hạn; về sau, giá trị của tài khoản hồi đó được ước lượng bằng 100.000 đô la hay cả 100 triệu đô la. Hart nói là muốn "hoàn lại" quà tặng này bằng cách làm công việc có giá trị cao.
Máy tính này là một trong 15 nút trên mạng máy tính mà sắp trở thành Internet. Ông tin rằng công chúng sẽ có thể truy cập máy tính vào tương lai và quyết định làm sẵn các tác phẩm văn chương miễn phí dưới hình thức điện tử. Ông sử dụng văn bản Tuyên ngôn Độc lập Hoa Kỳ để lưu trữ đầu tiên, và văn kiện này trở thành sách điện tử (e-book) đầu tiên của Dự án Gutenberg. Ông đặt tên dự án theo Johannes Gutenberg, thợ in người Đức tiến hành cách mạng máy in vào thế kỷ 15.